# Ioannis Svoronos
Ioannis Svoronos (en griego: Ιωάννης Ν. Σβορώνος; Miconos, 15 / 27 de abril de 1863 – Atenas, 25 de agosto / 7 de septiembre de 1922) fue un arqueólogo y numismático griego.

## Vida
Ioannis Svoronos nació en 1863 en la isla de Miconos. Comenzó sus estudios universitarios en la Facultad de Derecho de la Universidad de Atenas, pero abandonó para dedicarse a la arqueología y la numismática. Estudió numismática en las universidades de Berlín, Londres y París entre los años 1883 y 1887. Al volver a Grecia, fue contratado por el Museo Numismático de Atenas, donde trabajó hasta su muerte, desempeñando el cargo de director desde 1899. Entre 1918 y 1920 fue también profesor de numismática en la Universidad e Atenas. Desde 1898 publicó la revista Journal International d’Archéologie Numismatique.

## Publicaciones
- Numismatique de la Crète ancienne: accompagnée de l'histoire, la géographie et la mythologie de l'ile. Macon: Impr. Protat frères, 1890.
- Περί της σημασίας των νομισματικών τύπων των αρχαίων. Imprenta de Alexandros Papageorguiu. Atenas:1895.
- Φως επί των αρχαιολογικών σκανδάλων. Imprenta de los hermanos Perry. Atenas: 1896.
- Εικών του εν Ελλάδι επιστημονικού βίου. Ediciones Imeromenía. Atenas: 1896.
- Ο Λυκούργος και Αμβροσία. Ed. Barth y von Hirst. Atenas: 1898.
- Περί των εισιτηρίων των αρχαίων. Ed. Barth y von Hirst. Atenas: 1898.
- Τις η νήσος "Συρίη" του Ομήρου (Συνέχεια και τέλος). Ed. Barth y von Hirst. Atenas: 1899.
- Νομίσματα: Α'.) Αλεξανδρινά αστρονομικά. Β.) Απολλωνίας της εν Πόντω και της νήσου Πεπαρήθου. Ed. Barth y von Hirst. Atenas: 1899.
- Χρυσά νομίσματα και εικόνες των βασιλισσών της Αιγύπτου. Ed. Barth y von Hirst. Atenas: 1899.
- Βυζαντιακά νομισματικά ζητήματα: Μετά 70 εικόνων. Ed. Barth y von Hirst. Atenas: 1899.
- Der athenische Volkskalender. Ed. Barth y von Hirst. Atenas: 1899.
- Les Nouveaux timbres-poste de l’île de Crète et le modèles de monnaies antiques. Imprimerie du Gouvernement Crétois. La Canea: 1905.
- Ερμηνεία των μνημείων του Ελευσινιακού μυστικού κύκλου: και τοπογραφικά Ελευσίνος και Αθηνών. Ed. G. Barth. Atenas: 1901.
- Kαι πάλιν περί του πίνακος της Ναννίου. Ed. Beck et Barth. Atenas: 1902.
- "Stylides, ancres hierae, aphlasta, stoloi, akrostolia, embola, proembola et totems marins", Journal International d’Archéologie Numismatique, XVI (1914), pp. 81-152.